# Lac de Greifen
Pour les articles homonymes, voir Greifensee.
Le lac de Greifen (Greifensee en allemand) est un lac de Suisse. Il est situé à une dizaine de kilomètres à l'est de la ville de Zurich, dans le canton du même nom.

## Géographie
Situé à 435 m d'altitude, le lac, d'une superficie de 8,4 km2 a une forme de baleine. Il constitue une réserve naturelle protégée abritant plus de 400 variétés de plantes et 120 espèces d'oiseaux.

## Sport
Un semi-marathon, appelé Greifenseelauf, est organisé chaque année en septembre. Il consiste en un tour du lac.

## Source

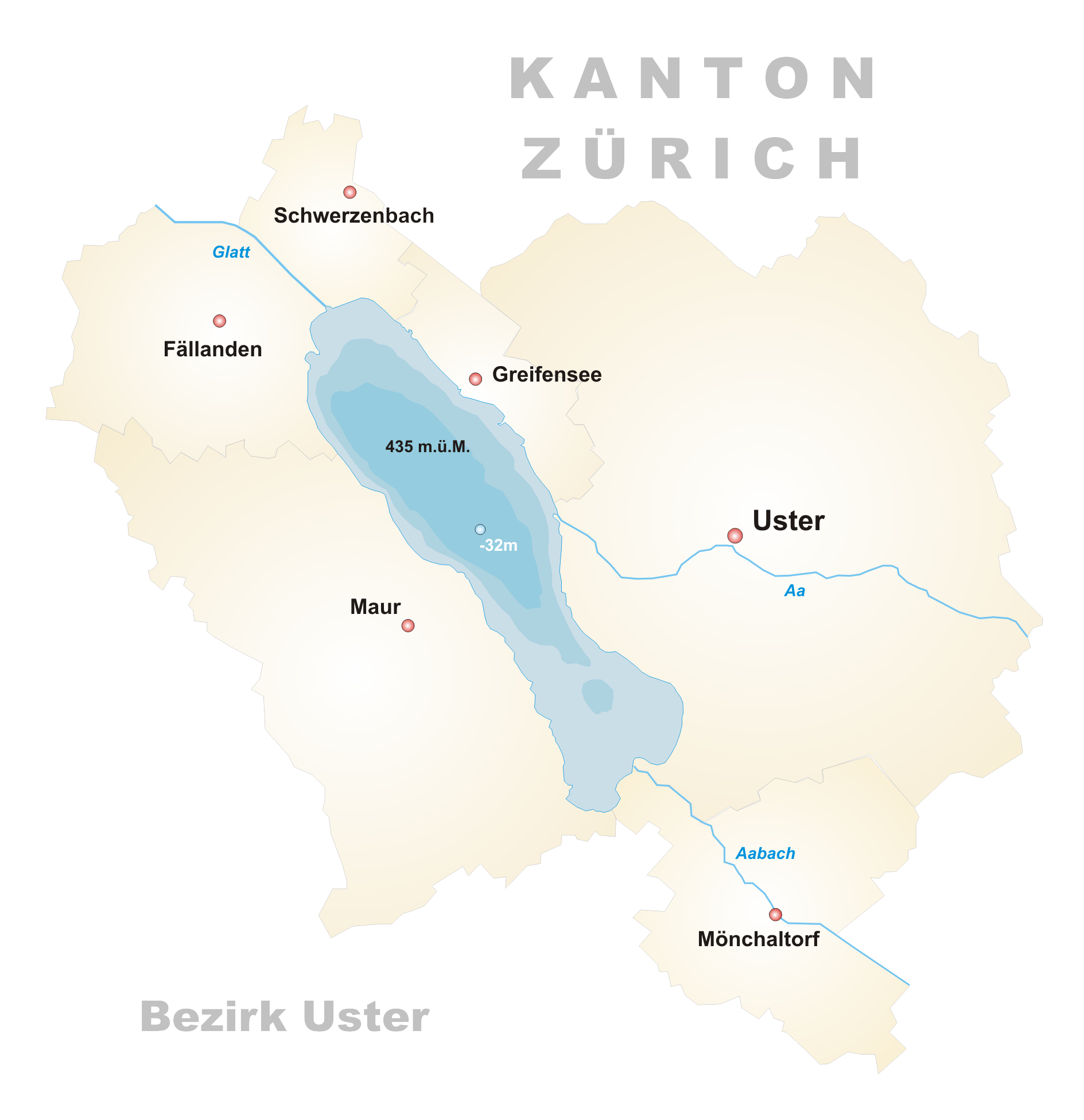
Carte du lac.

- (de) Cet article est partiellement ou en totalité issu de l’article de Wikipédia en allemand intitulé « Greifensee (Gewässer) » (voir la liste des auteurs).